# Carlos Duarte Costa
Carlos Duarte Costa (Rio de Janeiro, 21 de julho de 1888 — Rio de Janeiro, 26 de março de 1961) foi um bispo católico excomungado pela Santa Sé e, posteriormente, fundador da Igreja Católica Apostólica Brasileira. Seus seguidores o chamam de São Carlos do Brasil.

## Biografia
Nascido no Rio de Janeiro, na freguesia de Santo Antônio, em 21 de julho de 1888, concluiu seus estudos primários no Colégio Salesiano Santa Rosa, em Niterói.
Em 1897, aos nove anos, seu tio Dom Eduardo Duarte Silva, bispo de Goiás, enviou-o a Roma para estudar no Colégio Internato Pio-Latino Americano. Retornou ao Brasil e estudou no Seminário Filosófico e Teológico em Uberaba, sendo ordenado padre no dia 1 de abril de 1911, pelo Cardeal Dom Joaquim Cavalcanti.

### Ministério
Foi pároco em várias igrejas no Rio de Janeiro e em 1923 foi nomeado Vigário Geral da Arquidiocese do Rio de Janeiro. Em 1924 o Papa Pio XI nomeou Dom Carlos como o segundo bispo da Diocese de Botucatu, sendo sagrado bispo pelo cardeal Dom Sebastião Leme.
Dom Carlos foi um bispo polêmico: defendia o socialismo, o fim celibato obrigatório para o clero e divórcio. Em 1932 organizou o Batalhão do Bispo para lutar na Revolução Constitucionalista; possuía uma ação social em defesa aos "sem terra" da diocese. Devido a suas posições revolucionárias e controversas, foi investigado pela Cúria Romana, a qual afirmou sua má administração diocesana na Diocese de Botucatu. Em 1937 renunciou a seu cargo, mantendo o de Bispo Emérito de Botucatu e recebendo a partir de então o simbólico título de Bispo de Maura (a Diocese de Maura é uma extinta divisão territorial da administração eclesiástica localizada no Norte da África).

## A excomunhão
Em 1945 Dom Carlos foi excomungado pelo Papa Pio XII por negar doutrinas católicas, como a infalibilidade e supremacia papal, e a indissolubilidade do matrimônio. Carlos Duarte Costa ignorou a excomunhão, e em 6 de julho, fundou a Igreja Católica Apostólica Brasileira. No dia 18 de agosto do mesmo ano, num evento em São Paulo, redigiu e tornou público o seu "Manifesto à Nação" que se tornou o credo social e político da igreja que acabara de fundar.

### A ICAB
Dom Carlos, no período compreendido entre a sua saída da Igreja Católica Apostólica Romana e a organização por ele da Igreja Católica Apostólica Brasileira, aos 15 de agosto de 1945 ordenou como bispo o então Bispo-eleito da Igreja Católica Livre Dom Salomão Barbosa Ferraz, que em 1959 abandonou a sua jurisdição para unir-se à Igreja Católica Apostólica Romana, na qual foi recebido pelo Papa João XXIII e reconhecido como válido bispo, sem receber nova sagração (mesmo sub conditione). Tecnicamente falando, Carlos Duarte Costa o ordenara validamente, embora de forma ilícita. As demais ordenações não são confirmadas em virtude da mudança da forma (rito), e falta de intenção.
Dom Carlos, em outubro de 1945, fundou o "Partido Socialista Cristão" registrado no Tribunal Superior Eleitoral por meio da Resolução 211; esse partido não tem relação com o presente Partido Social Cristão.
Após a sua morte, ocorrida em 26 de março de 1961, Carlos Duarte Costa foi canonizado pelos membros da instituição que fundara durante um concílio, em julho 1970, e entre os quais é conhecido como São Carlos do Brasil.